# Сказки и истории
Сказки и истории — книга, составленная из текстов, написанных  Максом Фраем в разные времена.
Помимо некоторых текстов, вошедших также и в Книгу Одиночеств, книга содержит и другие, в том числе практические советы начинающим демиургам, и календарь, в котором описаны по годам события жизни Макса, автора и персонажа.
Автор рисунков на обложке — Людмила Милько.